# الإغلاقات بسبب جائحة كورونا-19

خريطة عمليات الإغلاق الوطنية ودون الوطنية حتى 30 مارس 2020 (الجدول ؛ مزيد من التفاصيل)
إغلاق على المستوى الوطني
إغلاق مناطقي
لا إغلاقات

توفر هذه المقالة لمحة عامة عن عالمية حظر التجول، المحاجر، وقيود مماثلة (المعروف باسم أوامر البقاء في المنزل، أوامر ملجأ في مكان، إغلاق تتعلق بوباء كورنا-19، وأنشأ لمنع المزيد من انتشار متلازمة الالتهاب التنفسي الحاد الوخيم 2 (SARS-CoV-2)، الذي يسبب COVID-19.
فرضت البلدان والأقاليم حول العالم عمليات الإغلاق بدرجات متفاوتة. يشمل بعضها التحكم الكامل في الحركة بينما يفرض البعض الآخر قيودًا على أساس الوقت. في الغالب، يُسمح فقط للأعمال الأساسية بالبقاء مفتوحة. أغلقت المدارس والجامعات والكليات إما على الصعيد الوطني أو المحلي في 177 دولة، مما أثر على ما يقرب من 98.6 في المائة من الطلاب في العالم.
تأثرت جميع أنواع الأماكن الترفيهية ومعظم الأماكن العامة. [بحاجة لمصدر]

## جدول الإغلاقات بسبب الجائحة
يتم تعريف عمليات تأمين الجائحة في الجدول على أنها إغلاق أجزاء من الاقتصاد، بسبب الإجراءات غير الدوائية لمكافحة الجائحة وقابلة للتنفيذ بموجب القانون مثل
- إغلاق المحلات غير الضرورية (المحلات التجارية والمخازن بصرف النظر عن الطعام والأطباء ومخازن الأدوية)
- إغلاق الإنتاج غير الضروري
- إلغاء الأماكن الترفيهية وإغلاق الأماكن العامة
- حظر التجول
- أوامر البقاء في المنزل والتحكم الكامل في الحركة

- تعتبر هذه التدابير قد تسببت في ركود الفيروس التاجي في عام 2020. لا يحتوي الجدول على:
- بدأت القيود لأول مرة في الصين، مع دول أخرى في شرق آسيا مثل فيتنام سرعان ما اتبعتها في تنفيذ تدابير احتواء واسعة النطاق. استغرق الكثير من أوروبا وأمريكا الشمالية وأفريقيا وقتًا أطول لاتخاذ إجراءات صارمة. عمليات الإغلاق بين الدول وداخلها متفاوتة الصرامة.

بحلول منتصف نيسان، ما يقرب من 300   كان مليون شخص، أو حوالي 90 في المائة من السكان، تحت شكل من أشكال الإغلاق في الولايات المتحدة، حوالي 100   مليون في الفلبين، حوالي 59   مليون في جنوب إفريقيا، و 1.3  كان المليار تحت الإغلاق في الهند؛ أكبر عمليات الإغلاق. تحقق من قائمة النقاط الساخنة COVID-19 أو مناطق الاحتواء في الهند.
بحلول نهاية أبريل، حوالي 300   كان مليون شخص تحت قفل في دول مختلفة من أوروبا، بما في ذلك على سبيل المثال لا الحصر إيطاليا وإسبانيا وفرنسا والمملكة المتحدة؛ بينما حوالي 200   كان مليون شخص تحت الإغلاق في أمريكا اللاتينية
كانت الصين، حيث نشأ الوباء، الدولة الأولى التي فرضت الحجر الصحي وإغلاق المدن والمقاطعات بأكملها في وقت لاحق، بدءًا من نهاية كانون الثاني. على الرغم من أن هذه التدابير هي أداة قديمة جدًا لمكافحة الأوبئة، استخدامها على نطاق مدينة كبيرة مثل ووهان أو على نطاق أكبر من المقاطعات مثيرًا للجدل بين الخبراء في ذلك الوقت، مع تساؤلات حول فعاليتها وأخلاقياتهم. أثار بعض خبراء الصحة العامة، في حين أنهم لا يدينون الإجراء دائمًا، إثارة مسألة الخسائر النفسية الحتمية التي كانت ستترتب على مثل هذه الإجراءات. وقال مسؤول سابق في منظمة الصحة العالمية (WHO) ترأس منطقة غرب المحيط الهادئ للمنظمة أثناء تفشي السارس أن «احتواء المدينة [لم يتم] في تاريخ سياسة الصحة العامة الدولية». ووصفت منظمة الصحة العالمية قرار عزل ووهان بأنه «جديد على العلم». بحلول أوائل أبريل، كانت جميع عمليات الإغلاق قد انتهت أو خففت إلى درجة معينة حيث بدأت الحالات تتضاءل والسيطرة على تفشي المرض.
فرنسا
اعتبارًا من 23 آذار 2020، يُطلب من جميع الأشخاص استكمال نموذج الإعفاء وحمله لمغادرة منازلهم ويمكن تغريمهم لرحلات غير ضرورية. تشمل الرحلات الأساسية التسوق للحصول على الطعام، والسفر إلى العمل، والحصول على الرعاية الصحية، وممارسة الرياضة في غضون 1 كيلومتر من المنزل لمدة ساعة واحدة. أقامت الشرطة في جميع أنحاء البلاد حواجز على الطرق لفحص الأشخاص الذين كانوا في الخارج وكان لديهم سبب وجيه وأن إعلانات الإعفاء الخاصة بهم كانت سليمة.
الهند
في 22 آذار 2020، قررت حكومة الهند إغلاق 82 مقاطعة في 22 ولاية وإقليم اتحاد في البلاد حيث تم الإبلاغ عن الحالات المؤكدة حتى 31 آذار. تم السماح بالخدمات والسلع الأساسية. كما تم وضع 80 مدينة بما في ذلك المدن الكبرى مثل بنغالورو وتشيناي ودلهي ومومباي وبيون وكلكتا تحت الإغلاق حتى 31 آذار. دخلت البلاد في تأمين كامل من 25 آذار 2020 لمدة 21 يومًا وسط زيادة في عدد الحالات
في 12 آذار، أعلن Taoiseach Leo Varadkar عن إغلاق في أيرلندا لإغلاق جميع المدارس والكليات ومرافق رعاية الأطفال حتى 29 آذار. في 27 آذار، أعلن فارادكار عن سلسلة من الإجراءات التي تأمر الجمهور بالبقاء في المنزل في جميع الظروف. تم إغلاق جميع المتاجر والخدمات غير الأساسية، بما في ذلك جميع الحانات والبارات والفنادق والنوادي الليلية، وتم حظر جميع التجمعات العامة والخاصة لأي عدد من الأشخاص. تم منح Garda Síochána سلطة إنفاذ التدابير، التي تم تمديدها بشكل متكرر حتى 18 أيار. تبنت الحكومة في 1 مايو 2020 خارطة طريق لتخفيف القيود في أيرلندا تتضمن خمس مراحل ونشرت بعد ذلك عبر الإنترنت. في 18 أيار، بدأت المرحلة الأولى من تخفيف قيود COVID-19. أعيد فتح الآلاف من المحلات التجارية والشركات ومواقع البناء
في 23 آذار 2020، رفعت رئيسة الوزراء جاسيندا أرديرن مستوى تنبيه COVID-19 في نيوزيلندا إلى ثلاثة وأعلنت إغلاق جميع المدارس بدءًا من ذلك اليوم، وبعد يومين انتقلت إلى المستوى 4 إلى أربعة في الساعة 11:59  مساء يوم 25 آذار 2020 - إغلاق على الصعيد الوطني. في حين أن جميع المباريات والأحداث الرياضية بالإضافة إلى الخدمات غير الأساسية مثل حمامات السباحة والحانات والمقاهي والمطاعم والملاعب مغلقة، ظلت الخدمات الأساسية مثل محلات السوبر ماركت ومحطات البنزين والخدمات الصحية مفتوحة.
تم إرجاع مستوى التنبيه إلى المستوى 3 في الساعة 11:59 مساءً في 27 نيسان، وانتقل إلى المستوى 2 في الساعة 11:59 مساءً في 13 أيار، ورفع بقية قيود الإغلاق مع الحفاظ على المسافة البعيدة
سنغافورة
في 3 نيسان 2020، أعلن رئيس الوزراء لي هسين لونج أن سنغافورة ستعزز قيودها كسيطرة على الحركة في ضوء الأدلة على الانتشار المتزايد داخل المجتمع وخطر الانتشار بدون أعراض من 7 نيسان إلى 1 حزيران. يجب إغلاق جميع الخدمات غير الضرورية مثل البيع بالتجزئة والترفيه والرياضة والمعالم السياحية، وكذلك المدارس خلال هذه الفترة. ستبقى بعض الخدمات الأساسية مفتوحة. وتشمل هذه التدابير حظر تناول الطعام في المطاعم، و / أو تعليق و / أو تقليل تواتر خدمات الحافلات ومترو الأنفاق، وتطلب من جميع الخدمات التجارية والتعليمية تقريبًا العمل والدراسة من المنزل على التوالي. يتم إلغاء جميع امتحانات منتصف العام في المدارس الابتدائية والثانوية والكليات الإعدادية، وكذلك مراسم التخرج خلال هذه الفترة. كما يتم تأجيل التدريب العسكري في المخيم ل NSmen حتى إشعار آخر. في 8 نيسان 2020، أُعلن في البرلمان أنه يجب على جميع السكان أن يخدموا أمرًا بحكم الأمر الواقع في المنزل، وأن ارتداء الأقنعة سيكون إجباريًا عند الخروج للأساسيات وممارسة الرياضة. جميع التجمعات، بغض النظر عن أي حجم وفي أي منطقة في جميع أنحاء البلاد محظورة تمامًا، مع إنفاذ من قبل الشرطة والجيش والضباط من الوكالات الحكومية ذات الصلة.
المملكة المتحدة
في الساعة 8:30   مساء يوم 23 آذار 2020، أعلن رئيس الوزراء بوريس جونسون عن أمر البقاء في المنزل ساري المفعول على الفور. وقد أمرت جميع المحلات والخدمات غير الأساسية بالإغلاق، وأُعطيت الشرطة سلطة تقديرية لتفريق تجمعات أكثر من شخصين. قيل للجمهور البريطاني أنه يجب عليهم البقاء في المنزل، باستثناء ممارسة الرياضة (مثل الجري أو المشي أو ركوب الدراجات)، أو التسوق لشراء المواد الأساسية، أو أي حاجة طبية، أو توفير الرعاية لشخص ضعيف، أو السفر إلى العمل حيث العمل المعني أمر حيوي ولا يمكن القيام به من المنزل. وذكر جونسون أنه سيتم مراجعة أمر البقاء في المنزل بعد ثلاثة أسابيع. في 11 أيار، تم كسر القواعد على مستوى المملكة المتحدة وتم الإعلان عن قواعد منفصلة في أوقات مختلفة للأراضي المكونة للبلاد. في إنجلترا، أصبحت رسالة «البقاء في المنزل» «البقاء في حالة تأهب» وتم تشجيع أولئك الذين لم يتمكنوا من العمل من المنزل، بما في ذلك عمال البناء والتصنيع على وجه التحديد، على العودة إلى العمل على الرغم من تجنب استخدام وسائل النقل العام.
لمجموعات تضم ما يصل إلى ستة من أسر مختلفة بالالتقاء في الخارج. اعتبارًا من 1 حزيران، تم تشجيع المدارس الإنجليزية على إعادة الفتح، وسُمح للأشخاص المستضعفين الذين يحتمون في المنزل بالخارج للمرة الأولى منذ شهرين تقريبًا
الولايات المتحدة الأمريكية
تأتي أوامر البقاء في المنزل في الولايات المتحدة من عدة ولايات وعدد كبير من السلطات القضائية المحلية، مما يؤدي في بعض الأحيان إلى تضارب بين المستويات الحكومية المختلفة ومجموعة من التواريخ والقواعد غير المتسقة.
في 15 آذار 2020، وقع حاكم بورتوريكو واندا فاسكيز غارسيد أمرًا تنفيذيًا يأمر جميع المواطنين بالبقاء في منازلهم بدءًا من الساعة 9  مساءا مع استثناءات في ظروف محدودة بين 5  صباحا و 9   مساء كان من المقرر إغلاق العمليات الحكومية والشركات غير الأساسية حتى 30 آذار.
تم فرض النظام الأول داخل الولايات في وقت واحد من قبل السلطات الصحية في قلب منطقة خليج سان فرانسيسكو (مقاطعات ألاميدا وكونترا كوستا ومارين وسان ماتيو وسانتا كلارا ومدن سان فرانسيسكو وبيركلي) اعتبارًا من 17 آذار 2020، مما أثر على ما يقرب من 6.7  مليون شخص. حذت المدن والمقاطعات الأخرى في جميع أنحاء الولاية حذوها على مدار اليومين التاليين، حتى أصدر حاكم كاليفورنيا جافين نيوسوم أمرًا على مستوى الولاية اعتبارًا من 19 آذار 2020.
في 20 آذار 2020، أعلن حاكم نيويورك أندرو كومو عن أمر البقاء في المنزل على مستوى الولاية بتفويض يقضي بأن 100% من القوى العاملة غير الأساسية التي سيتم إجراؤها تعمل من المنزل اعتبارًا من 22 مارس. اتبع حاكم ولاية إلينوي جي بي بريتزكر هذا التقدم في نفس اليوم بأمر على مستوى الولاية سيدخل حيز التنفيذ في 21 آذار الساعة 5 مساءً وقع نيد لامونت، حاكم كونيتيكت، أمرًا تنفيذيًا بعنوان «ابق آمنًا، ابق في المنزل» ليكون ساريًا على مستوى الولاية في 23 آذار الساعة 8 مساءً
في 21 آذار 2020، أعلن حاكم ولاية نيو جيرسي فيل مورفي عن أمر البقاء في المنزل على مستوى الولاية في الساعة 9 مساءً في نفس اليوم.
في 22 آذار 2020، أصدر حاكم ولاية أوهايو مايك ديوين ومدير إدارة الصحة في ولاية أوهايو إيمي أكتون أمر الإقامة على مستوى الولاية على مستوى الولاية اعتبارًا من 23 آذار. في فترة ما بعد الظهر، أعلن حاكم ولاية لويزيانا جون بيل إدواردز عن أمر البقاء في المنزل على مستوى الولاية في مؤتمر صحفي. تبعه حاكم ولاية ديلاوير جون كارني أمرًا بالبقاء في المنزل لولايته.
في 23 آذار 2020، أعلن العديد من حكام الولايات أمرهم بالبقاء في المنزل على مستوى الولاية:
- أعلن حاكم ميشيغان جريتشين ويتمان عن أمرها التنفيذي على مستوى الولاية بالبقاء في المنزل في الساعة 11:00 صباحًا لجميع الشركات غير الأساسية اعتبارًا من 24 آذار حتى 28 أيارأمر تشارلي بيكر ، حاكم ماساتشوستس، الشركات غير الضرورية بإغلاق العمليات الشخصية اعتبارًا من 24 آذار حتى 7 نيسان، ووجه إدارة الصحة العامة في ماساتشوستس إلى إصدار استشارة للبقاء في المنزل..
- أعلن حاكم إنديانا إريك هولكومب أمر البقاء في المنزل على مستوى الولاية اعتبارًا من 25 آذار حتى 7 نيسان.
- أمر حاكم ولاية فرجينيا الغربية، جيم جستس ، بإغلاق الشركات غير الضرورية على الفور، وبقاء الطلب في المنزل ساريًا عند الساعة 8   مساء
- بعد مكالمات متزايدة من المسؤولين المحليين يوم الأحد، أصدر حاكم ولاية أوريغون كيت براون أمرًا بالبقاء في المنزل يوم الاثنين ساريًا فورًا بتهم جنحة من الدرجة C للمخالفين.
- أعلن حاكم ولاية نيو مكسيكو ميشيل لوجان غريشام عن أمر البقاء في المنزل على مستوى الولاية والذي يتطلب 100% من القوى العاملة التجارية غير الضرورية للعمل من المنزل اعتبارًا من 24 آذار حتى 10 نيسان.
- وقع حاكم واشنطن جاي إنسلي على إعلان على مستوى الولاية بالبقاء في المنزل وأمر بإغلاق الشركات غير الضرورية اعتبارًا من 25 آذار لمدة أسبوعين.
- أصدر حاكم هاواي ديفيد إيج أمرًا بالبقاء في المنزل على مستوى الولاية اعتبارًا من 25 آذار والذي كان مشابهًا للأوامر التي تم إصدارها مسبقًا لمقاطعات ماوي وهونولولو.

في 24 آذار 2020، أصدر حاكم ولاية ويسكونسن توني إيفرز أمرًا بالبقاء في المنزل على مستوى الولاية لإغلاق جميع الأنشطة التجارية غير الأساسية ولم يأمر بأي تجمعات من أي حجم اعتبارًا من 25 آذار حتى 24 نيسان. وقع حاكم ولاية فيرمونت فيل سكوت أمرًا بالبقاء في المنزل وأمر بإغلاق العمليات الشخصية للشركات غير الضرورية اعتبارًا من 25 آذار حتى 15 نيسان
في 2 نيسان، أصدر حاكم جورجيا بريان كيمب أمر البقاء في المنزل اعتبارًا من الجمعة، 3 نيسان 2020، حتى الاثنين 13 نيسان 2020. إنها تلغي أي قيود محلية على البقاء في المنزل كانت موجودة سابقًا، وتوجه السكان بالبقاء في المنزل ما لم يقدموا «الخدمات الأساسية»، مما يعني إما السفر من وإلى الوظائف أو استثناءات أخرى، بما في ذلك شراء البقالة؛ شراء المعدات الطبية؛ الخروج لممارسة الرياضة. وزيارة المرافق الطبية. في نفس اليوم، تساءل الدكتور أنتوني فوسي علنًا لماذا لم تكن جميع الولايات تحت أوامر البقاء في المنزل.
الأمم الأمريكية الأصلية
في 20 آذار 2020، أعلنت محمية نافاجو أنها وسعت أمر الإقامة في المنزل لتغطية الحجز بالكامل، وهو أكبر حجز في البلاد.
في 23 آذار 2020، أعلنت محمية ياكيما طلبها «البقاء في المنزل، حافظ على صحتك».
البلدان والأقاليم دون عمليات الإغلاق
تقريبا جميع البلدان والأقاليم المتضررة من COVID-19 أدخلت وفرضت شكلا من أشكال الإغلاق. ومع ذلك، فإن دولًا مثل كوريا الجنوبية وتايوان، التي تعتمد على تتبع جهات الاتصال بواسطة الهواتف المحمولة، لديها حالات وفاة أقل. ومن بين الدول التي لا تتبع هذه الإستراتيجية، على الأخص، السويد (الدولة الأوروبية الوحيدة التي لم تفعل روسيا البيضاء ذلك). تضمنت الإجراءات في السويد إغلاق الجامعات والمدارس الثانوية ومطالبة كبار السن والمعرضين للخطر بتجنب الاتصال الاجتماعي، مع إبقاء المطاعم والمدارس الابتدائية ورياض الأطفال مفتوحة
آسيا التي لا يوجد إغلاق لها اليابان، كوريا الجنوبية وإندونيسيا. لم تفرض هذه البلدان أي عمليات حظر صارمة، ولكنها طبقت بدلاً من ذلك إجراءات التباعد الاجتماعي على نطاق واسع وإجراءات ارتداء قناع الوجه
ولم تفرض نيكاراغوا بعد أي إغلاق بينما أمرت المحكمة العليا في ملاوي بإغلاقها المقترح من قبل الحكومة.
في الولايات المتحدة، لم تقدم حفنة من الدول أي تدابير من نوع الإغلاق (المعروفة باسم «أوامر البقاء في المنزل»).